# Herminia suffusa
Herminia suffusa là một loài bướm đêm trong họ Noctuidae.